# Jarosz Aleksander Wawrzecki
Jarosz (Hieronim) Aleksander Wawrzecki herbu Rola – sędzia ziemski brasławski w latach 1690–1705, pisarz ziemski brasławski w latach 1682–1689, deputat na Trybunał Skarbowy Wielkiego Księstwa Litewskiego.
Syn Augustyna i Wolanówny, miał synów: Antoniego i Franciszka oraz córki: Mariannę, Eufrozynę i trzecią za Michałem Podolcem.
Był elektorem Jana III Sobieskiego. Komisarz do granic Kurlandii z sejmu 1690 roku. Deputat powiatu brasławskiego do rady stanu rycerskiego rokoszu łowickiego w 1697 roku. Poseł brasławski na sejm 1699 roku.